# Accipiter
Accipiter Brisson, 1760 è un genere di uccelli della famiglia degli Accipitridi che raggruppa alcuni uccelli da preda, noti per la maggior parte come astori e sparvieri.

## Descrizione
Questi uccelli hanno una corporatura snella con ali rotondeggianti brevi e larghe ed una lunga coda che permettono loro di manovrare meglio i movimenti in volo. Le lunghe zampe sono munite di artigli affilati con i quali vengono uccise le prede, mentre il robusto becco uncinato viene utilizzato solamente durante la nutrizione. Le femmine tendono ad essere più grandi dei maschi. Il volo presenta una serie di battiti seguiti da una breve planata.

## Distribuzione e habitat
Questi uccelli vivono comunemente in aree boschive o arbustive.

## Biologia
Si nutrono soprattutto di piccoli uccelli e mammiferi. Spesso tendono imboscate alle loro prede, che vengono catturate dopo un breve inseguimento.

## Tassonomia

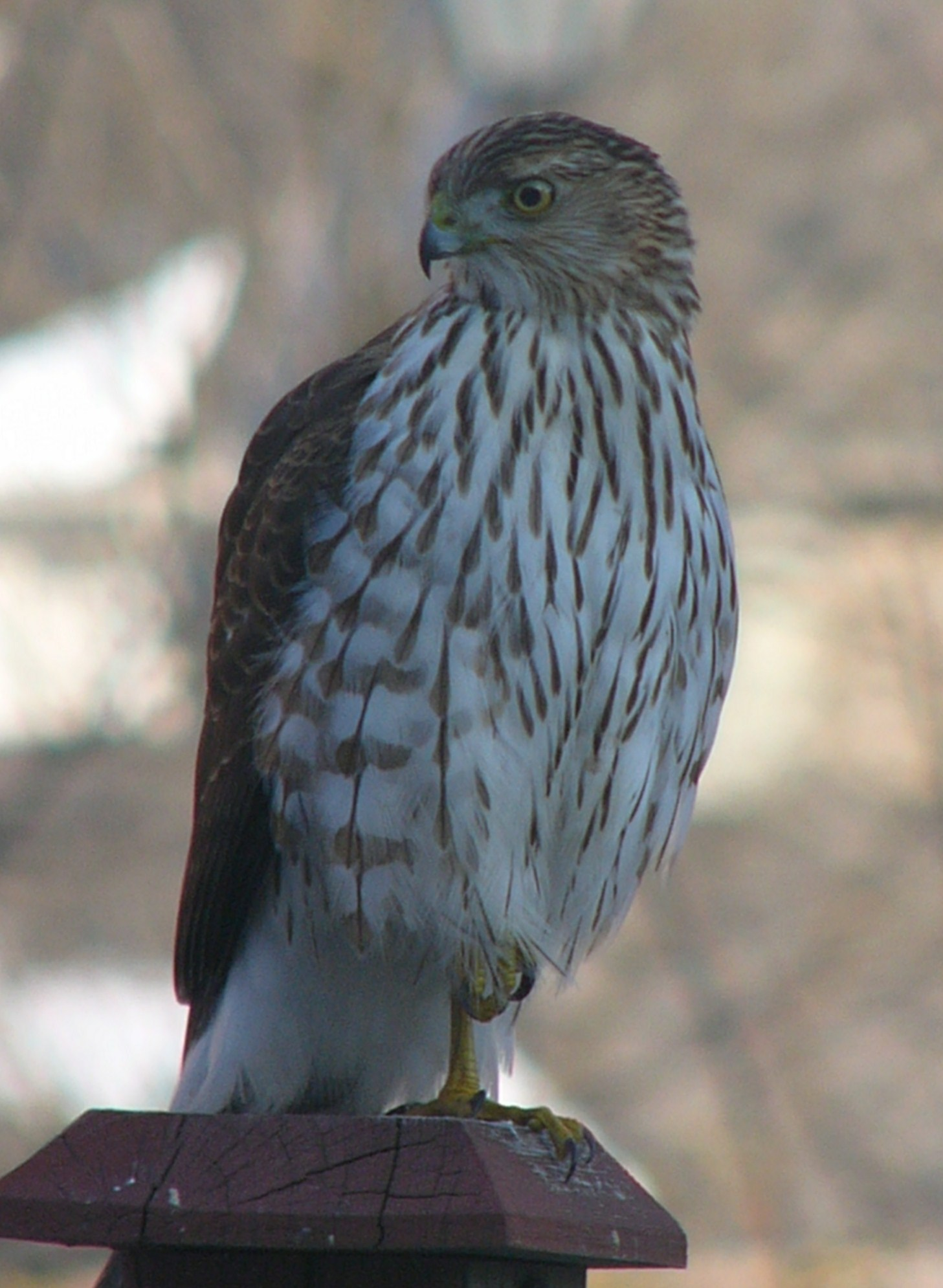
Sparviere americano (Accipiter striatus)

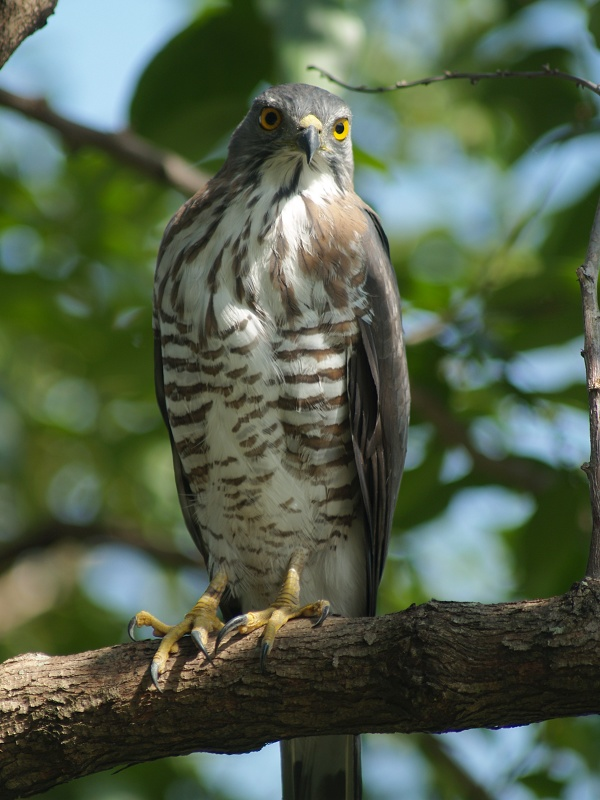
Astore crestato (Accipiter trivirgatus)

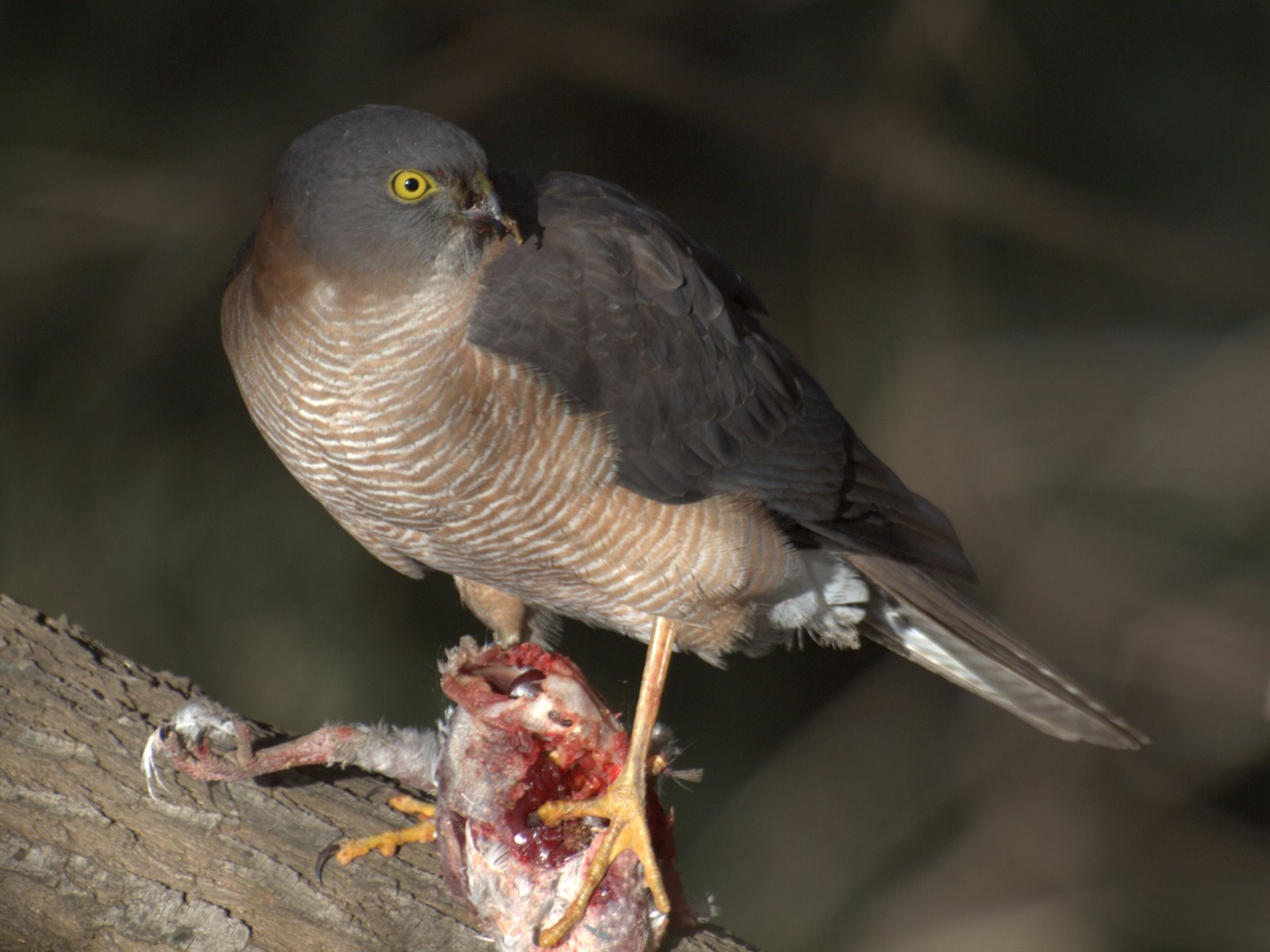
Sparviere dal collare (Accipiter cirrocephalus)

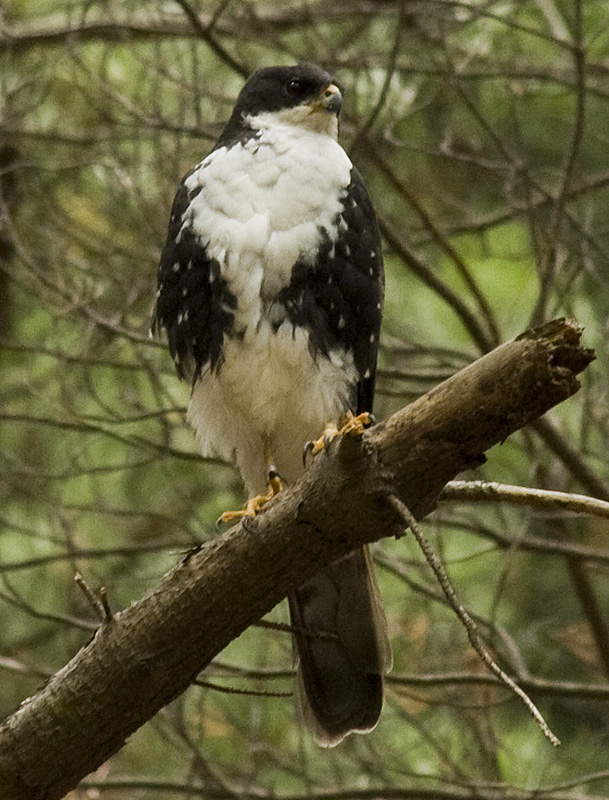
Astore nero (Accipiter melanoleucus)

Il genere comprende le seguenti specie:
- Accipiter superciliosus (Linnaeus, 1766) - sparviere minuto
- Accipiter collaris Sclater, PL, 1860 - sparviere dal semicollare
- Accipiter trivirgatus (Temminck, 1824) - astore crestato
- Accipiter griseiceps (Kaup, 1848) - astore di Sulawesi
- Accipiter poliogaster (Temminck, 1824) - astore panciagrigia
- Accipiter toussenelii (Verreaux, J, Verreaux, E & Des Murs, 1855) - astore pettorosso
- Accipiter tachiro (Daudin, 1800) -  astore africano
- Accipiter castanilius Bonaparte, 1853 - sparviere fianchicastani
- Accipiter badius (Gmelin, JF, 1788) - shikra
- Accipiter butleri (Gurney Jr, 1898) - sparviere delle Nicobare
- Accipiter brevipes (Severtsov, 1850) - sparviero levantino
- Accipiter soloensis (Horsfield, 1821) - astore della Cina
- Accipiter francesiae Smith, A, 1834 - astore di Frances
- Accipiter trinotatus Bonaparte, 1850 - astore codamacchiata
- Accipiter novaehollandiae (Gmelin, JF, 1788) - astore grigio
- Accipiter hiogaster (Müller, S, 1841) - astore variabile
- Accipiter fasciatus (Vigors & Horsfield, 1827) - astore bruno
- Accipiter melanochlamys (Salvadori, 1876) - astore mantonero
- Accipiter albogularis Gray, GR, 1870 - astore bianconero
- Accipiter haplochrous Sclater, PL, 1859 - astore della Nuova Caledonia
- Accipiter rufitorques (Peale, 1848) - astore delle Figi
- Accipiter henicogrammus (Gray, GR, 1861) - astore delle Molucche
- Accipiter luteoschistaceus Rothschild & Hartert, 1926 - sparviere mantoardesia
- Accipiter imitator Hartert, 1926 - sparviere imitatore
- Accipiter poliocephalus Gray, GR, 1858 - astore testagrigia
- Accipiter princeps Mayr, 1934 - astore della Nuova Britannia
- Accipiter erythropus (Hartlaub, 1855) - sparviere zamperosse
- Accipiter minullus (Daudin, 1800) - sparviere minore
- Accipiter gularis (Temminck & Schlegel, 1844) - sparviere del Giappone
- Accipiter virgatus (Temminck, 1822) - besra
- Accipiter nanus (Blasius, W, 1897) - sparviero nano di Sulawesi
- Accipiter erythrauchen Gray, GR, 1861 - sparviere collorossiccio
- Accipiter cirrocephalus (Vieillot, 1817) - sparviere dal collare
- Accipiter brachyurus (Ramsay, EP, 1880) - sparviere della Nuova Britannia
- Accipiter rhodogaster (Schlegel, 1862) - sparviere pettovinato
- Accipiter madagascariensis Verreaux, J, 1833 - sparviere del Madagascar
- Accipiter ovampensis Gurney, 1875 - sparviere dell'Ovampo
- Accipiter nisus (Linnaeus, 1758) - sparviere eurasiatico
- Accipiter rufiventris Smith, A, 1830 - sparviere pettorossiccio
- Accipiter striatus Vieillot, 1808 - sparviere americano
- Accipiter chionogaster (Kaup, 1852) - sparviere pettobianco
- Accipiter ventralis Sclater, PL, 1866 - sparviere delle Ande
- Accipiter erythronemius (Kaup, 1850) - sparviere zamperossicce
- Accipiter cooperii (Bonaparte, 1828) - sparviere di Cooper
- Accipiter gundlachi Lawrence, 1861 - sparviere di Gundlach
- Accipiter bicolor (Vieillot, 1817) - sparviere bicolore
- Accipiter chilensis Philippi & Landbeck, 1864 - sparviere del Cile
- Accipiter melanoleucus Smith, A, 1830 - astore nero
- Accipiter henstii (Schlegel, 1873) - astore di Henst
- Accipiter gentilis (Linnaeus, 1758) - astore comune
- Accipiter meyerianus (Sharpe, 1878) - astore di Meyer